# Wilhelm Solheim
Pour son père, le botaniste du même nom, voir Wilhelm Solheim (botaniste).
Wilhelm G. Solheim II (1924-2014) est un anthropologue américain reconnu comme un spécialiste de l'archéologie en Asie du Sud-Est, ainsi que comme un pionnier de l'histoire des Philippines préhispaniques et de l'archéologie préhistorique de l'Asie du Sud-Est. Il est peut-être plus connu, cependant, pour avoir formulé l'hypothèse du réseau d'échanges de Nusantao, une des deux hypothèses dominantes concernant le peuplement de l'Asie du Sud-Est à l'époque néolithique.

## Biographie
Solheim est né le 19 novembre 1924 à Champaign (Illinois). Il est le fils du botaniste Wilhelm Solheim I. Il a commencé en 1941 des études de mathématiques et physique à l'Université du Wyoming. En 1943 il a rejoint l'US Air Force où il s'est formé comme météorologiste. Il a été en poste à Casablanca, en Afrique centrale et en Allemagne. Il est revenu aux États-Unis finir son BA en mathématiques en 1947. Trois mois après avoir obtenu son diplôme, il a commencé un Master of Arts en anthropologie à l'Université de Californie à Berkeley.
Solheim a déclaré que son intérêt pour l'Asie du Sud-Est a commencé dans sa jeunesse, après avoir vu l'acteur Sabu dans le film d'aventures britannique Elephant Boy (1937). Exalté par la jungle, les éléphants, les cobras et la grotte aux trésors, il a identifié la partie indienne de l'Asie des moussons avec les jungles entourant Angkor : « Quand j'ai vu ça, je me suis tout de suite dit que c'est là que je voulais faire mon archéologie. » (p.c., 5/29/2003). L'Asie du Sud de Sabu est très à l'ouest des régions où Solheim allait faire carrière, mais elles ont un climat, et dans une certaine mesure, une culture en rapport avec celle de l'Asie du Sud-Est péninsulaire.

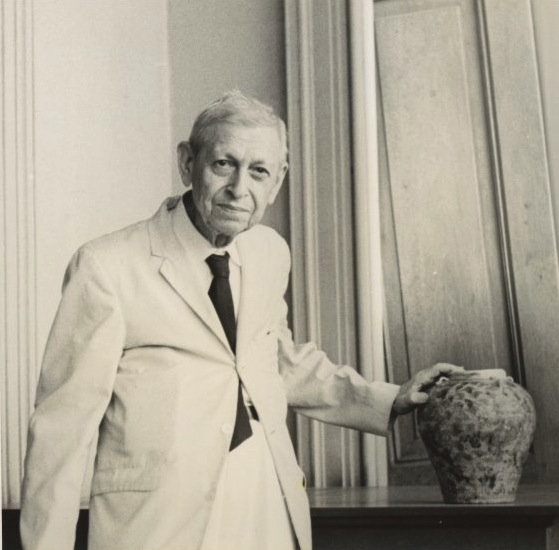
H. Otley Beyer.

Son Master of Arts en poche, Solheim est arrivé aux Philippines le 30 novembre 1949. Il a rapidement été remarqué et protégé par H. Otley Beyer, « le père de l'anthropologie philippine » (1883-1966). Solheim a travaillé trois ans sur place, en 1950 à Calatagan dans la province de Batangas et en mai 1951 à l'ouest de celle de Masbate (notamment dans la grotte de Kalanay (en), un site de la Culture de Sa Huynh). Il a suivi les cours de Beyer à l'Université des Philippines et fait des fouilles à Luçon. Sur le conseil de Fred Eggan (de l'Université de Chicago), il a commencé en 1954 un Ph.D. à l'Université d'Arizona, utilisant l'ensemble céramique de Kalanay dans sa thèse, sous la direction d'Emil Haury (en), un des plus importants archéologues de l'Asie du Sud-Est à l'époque. Bien qu'il se soit surtout consacré à l'Asie du Sud-Est, Solheim a aussi travaillé sur des collections du Pacifique (les céramiques fidjiennes de Gifford à Berkeley, des fouilles autour de la Péninsule de Doberai en Papouasie occidentale en 1976 et 1998) et a acquis une certaine connaissance des Paléoaméricains grâce à E. Haury. Les recherches de son doctorat ont débouché sur un intérêt permanent pour les rapports entre les Visayas (au centre des Philippines) et la culture de Sa Huynh, au centre du Viêt Nam. Il a terminé son Ph.D. à l'Université d'Arizona en 1959 et est entré à l'Université d'État de Floride en 1960. Il a rejoint le département d'anthropologie de l'Université d'Hawaï à Mānoa (UHM) en 1961.
Solheim a mené une carrière de professeur et d'archéologue. Il a conseillé de nombreux étudiants de l'UHM. De 1961 à 1970 il a travaillé dans une hutte Quonset, puis s'est installé dans le bureau du doyen. Ses étudiants ont effectué des recherches dans le Pacifique et en Asie. Paul Rosendahl et Paul Cleghorn ont fait partie de ses doctorants en archéologie du Pacifique. Ses étudiants en archéologie d'Asie du Sud-Est comprennent Chet Gorman, Karl Hutterer, Donn Bayard, Jean Kennedy, S. Jane Allen, David Welch et Judy McNeill, qui ont tous fait des contributions significatives à l'étude de cette région. Il a aussi travaillé étroitement avec des collègues d'Asie du Sud et du Sud-Est et favorisé les interactions entre les étudiants et les universités de la région.
Son apport réside autant dans ses services à son domaine que dans ses recherches. Alors qu'il n'était encore que doctorant, en 1957, il a lancé le journal Asian Perspectives, dont il a été le rédacteur en chef pendant presque trois décennies. Il a forgé des liens importants avec des chercheurs dans toute l'Asie et est devenu l'ami d'archéologues occidentaux et sud-est asiatiques dans plusieurs pays. Il a été l'un des trois seuls archéologues invités par Tom Harrisson aux fouilles des Grottes de Niah, où il est resté trois jours (Solheim 1977:33). En 1953, il a aidé à relancer la Far Eastern Prehistory Association, qu'il a transformée en Indo-Pacific Prehistory Association en 1976, et dont il a été président de 1976 à 1980.

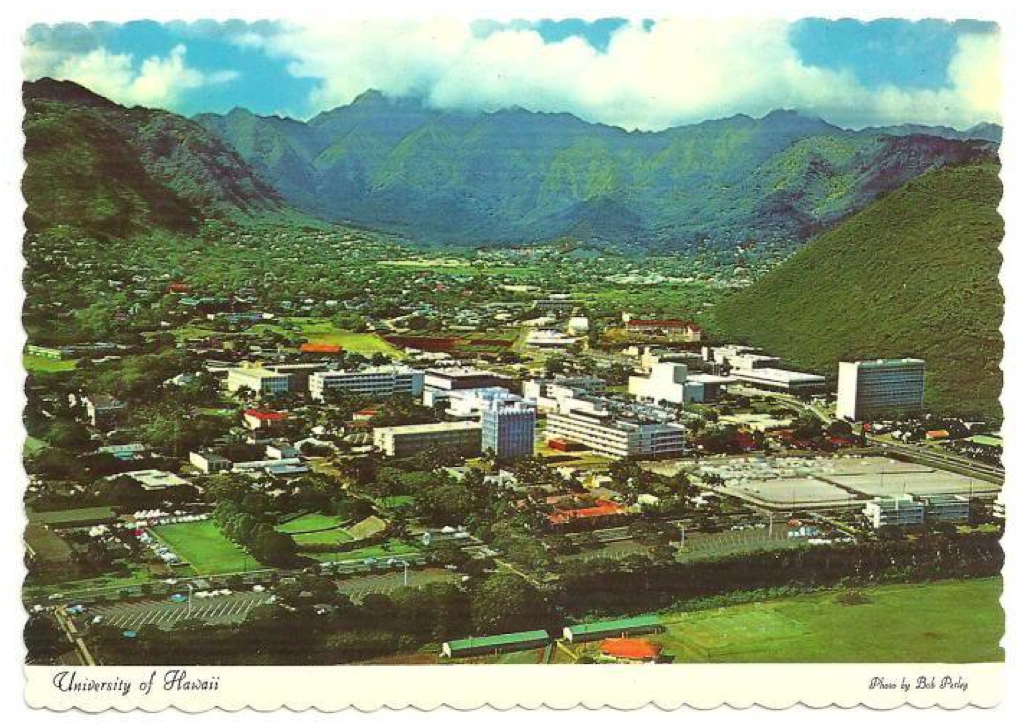
Vue de l'UHM (carte postale non-datée).

Il est devenu professeur émérite au département d'anthropologie de l'Université d'Hawaï à Mānoa à sa retraite en décembre 1991. En 1997, il a rejoint l'équipe du programme d'études archéologiques de l'Université des Philippines Diliman. Il était membre fondateur de l'Association philippine pour l'avancement des sciences et membre de l'Association américaine pour l'avancement des sciences.
Après la création du programme d'études archéologiques à l'Université des Philippines en 1995, Solheim lui a offert la totalité de sa bibliothèque. Dans le milieu des années 1990, il a fondé un centre de recherches sur le site de la grotte d'Ille (en), dans le nord de Palawan. En 2003 a été créée la Fondation Solheim Foundation pour promouvoir l'archéologie aux Philippines.
Solheim et son épouse Dolorlina « Nene » Solheim ont installé leur résidence principale à El Nido, près de la grotte d'Ille. Il est resté aux Philippines jusqu'à sa mort le 25 juillet 2014.

## Recherches en Asie du Sud-Est
Solheim a commencé à travailler sur la préhistoire de l'Asie du Sud-Est et du Pacifique lors de ses études à Berkeley. Il a d'abord étudié les poteries des Fidji d'Edward Winslow Gifford, qu'il a classées en préparation de sa thèse en deux parties sur la poterie océanienne publiée en 1952.

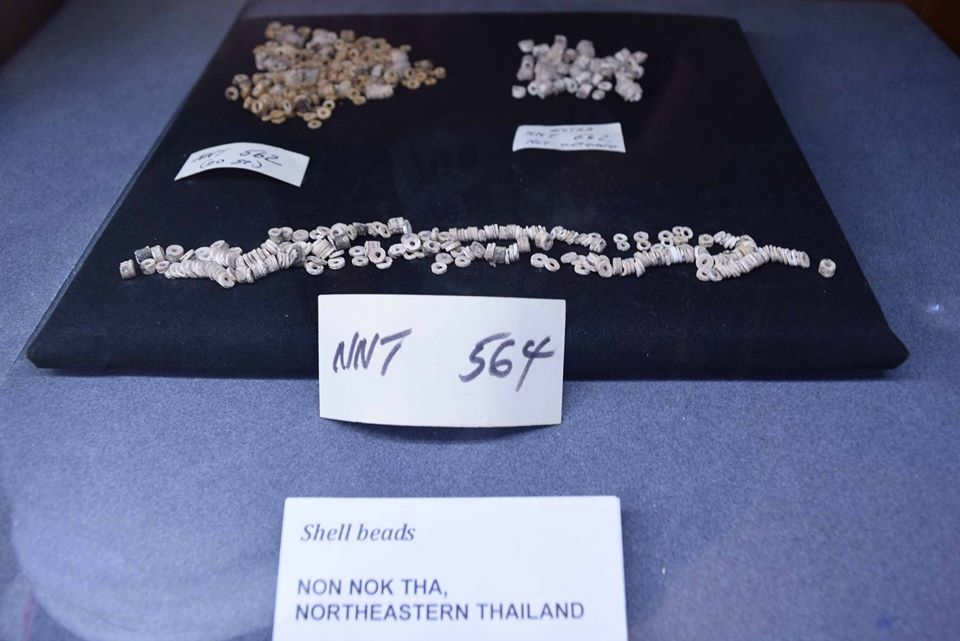
Perles en coquillage trouvée à Non Nok Tha, dans la Province de Khon Kaen, au nord-est de la Thaïlande.

De 1963 à 1966, Solheim a dirigé le programme de terrain de Non Nok Tha, un projet commun de l'Université d'Hawaï et du Département des beaux-arts de Thaïlande, qui a publié deux rapports en 1968 pour présenter de nouvelles informations sur l'âge du bronze d'Asie du Sud-Est.

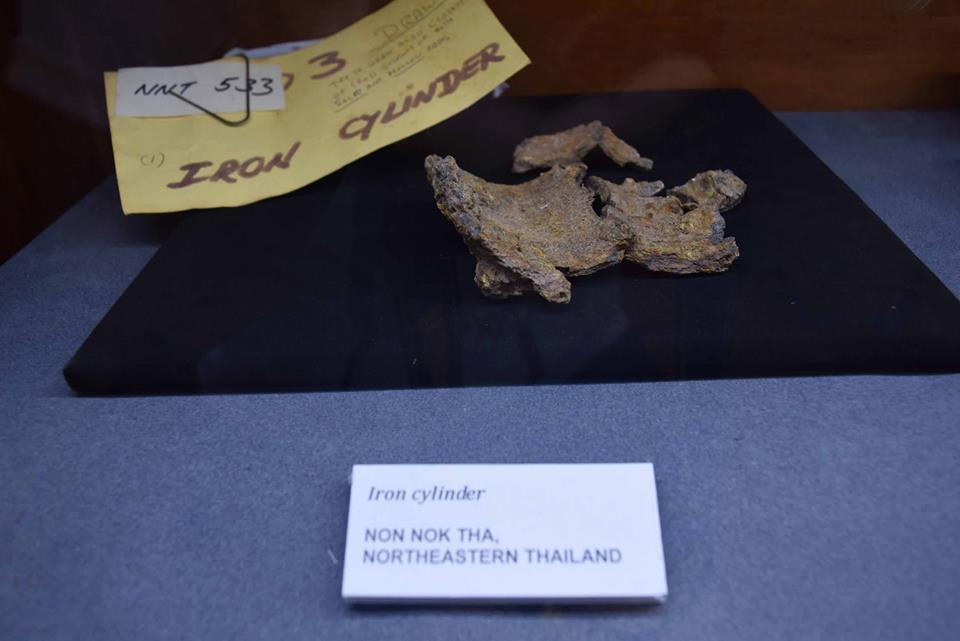
Cylindre de fer découvert à Non Nok Tha.

En 1975, Solheim a proposé une nouvelle chronologie des périodes culturelles en Asie du Sud-Est. Cette chronologie détaillée distingue le stade lithique (Lithic Stage), la période ligneuse (Lignic Period), la période cristalline (Crystallitic Period), la période expansionniste (Extensionistic Period) et celle des Empires combattants (Period of Conflicting Empires).
Une des contributions les plus durables de Solheim à l'archéologie de la zone Asie-Pacifique est la création de la revue Asian Perspectives (1957), publiée par les presses de l'université d'Hawaï, dont les deux premiers numéros ont été édités par Beverly H. Solheim, Mary Elizabeth Shutler et Richard Shutler Jr. Ce journal est devenue une référence en matière d'archéologie de l'Asie du Sud-Est et du Pacifique.

### Hypothèse de Nusantao
Après plusieurs années de recherches sur la préhistoire de l'Asie du Sud-Est, Solheim a présenté en 1975 son hypothèse de Nusantao, une synthèse de ses réflexions sur la région d'origine des Austronésiens.
Solheim a décrit son hypothèse comme « une tentative pour présenter un cadre pour l'histoire culturelle des populations de langues austronésiennes » et comme une alternative à celui de Robert von Heine-Geldern (en) (1932). Il propose que « la région d'origine des Nusantao se trouve dans les îles du sud des Philippines et de l'est de l'Indonésie » (Solheim 1975, 112). Dans sa description, selon leur position géographique et historique, les Nusantao étaient des navigateurs (litt. des « boat people »). Il pense que la plupart des poteries découvertes et Asie du Sud-Est et dans la Pacifique peuvent être rattachées à des origines hoabinhiennes — depuis la culture de Lapita en Mélanésie jusqu'aux premières poteries de Micronésie (2001, 1). Solheim considère aussi que certaines poteries de Mélanésie et de Micronésie trouvent leur origine au Japon(1968). En 2002, Solheim a classé ces groupes comme faisant partie du réseau de commerce et de communications maritime des Nusantao, caractérisé par leur émergence des régions insulaires et côtières de l'Asie du Sud-Est.

## Recherches aux Philippines
La première véritable expérience de Solheim en archéologie a eu lieu aux Philippines. Il y est arrivé par bateau en 1949, et a été accueilli sur les quais du port de Manille par l'anthropologue H. Otley Beyer.

### Activités archéologiques
En 1950, Solheim a fouillé pendant un mois un site de tombe à jarres (en) à San Narciso, dans la Péninsule de Bondoc (en).
En 1952, il a fait un relevé archéologique de l'île de Fuga (en), une des Îles Babuyan, où il a découvert plusieurs sites de tombes à jarres. L'année suivante, il a fouillé un site funéraire sur l'île de Batan, dans la province de Batanes. Ces fouilles ont débouché sur un article récapitulatif sur la question des tombes à jarres en Insulinde (Solheim 1960).
De 1951 à 1953, Solheim a mené des enquêtes et des fouilles sur l'île de Masbate et a été chargé par Beyer d'une classe de terrain en archéologie. Il a fouillé plusieurs abris sous roche et grottes, dont la plus connue est la Grotte de Kalanay (en). Un des sites de Masbate a été le premier des Philippines où on a utilisé la datation au carbone 14. Les données récoltées à cette occasion ont été ajoutées à celles obtenues auparavant par Carl E. Guthe (en) pour la monographie The Archaeology of Central Philippines: A Study Chiefly of the Iron Age and Its Relationships (Solheim 1964).
Solheim a dirigé une exploration archéologique de la côte sud-est de l'île de Mindanao en 1972, avec l'assistance d'Avelino Legaspi du Musée national des Philippines et de Jaime S. Neri, un étudiant en archéologie de l'East–West Center (en) de Hawaï. Il s'agissait de la première étude archéologique complète de la deuxième plus grande île des Philippines. Plusieurs sites, comme l'abri sous roche de l'île de Talikud, au sud-ouest de Samal, ont révélé des lamelles de coquillages et des outils en pierre.

### Périodisation de la préhistoire des Philippines
En 1980, Solheim a suggéré une nouvelle échelle pour la préhistoire des Philippines, basée sur sa grande expérience archéologique aux Philippines et en Asie du Sud-Est. Sa reconstruction propose quatre périodes :
1. la période archaïque, depuis la première occupation humaine jusqu'à 5000 avant notre ère ;
2. le Philippin naissant (Incipient Filipino), de 5000 à 1000 avant notre ère ;
3. le Philippin intermédiaire (Formative Filipino), de 1000 avant notre ère à l'an 500 ;
4. le Philippin classique (Established Filipino), de 500 à 1521 (arrivée des Espagnols et début de l'histoire).

### Cours de poterie
En 1982, Solheim et Wilfredo P. Ranquillo ont dirigé le cours de poterie du SEAMEO-SPAFA. celui-ci comportait trois phases où les participants suivaient des cours, s'initiaient à la poterie et vivaient dans un village des potiers de Vigan, dans la province d'Ilocos Sur. L'initiation à la poterie était dirigée par la femme de Solheim, Ludy, une experte en poterie professeur de poterie à Hawaï.

### Engagement avec ASP-UP
Le 24 août 1995 a été mis en place le Programme d'études archéologiques de l'Université des Philippines Diliman (ASP-UP). À partir de 1997, Solheim et le professeur Alfred Palwik ont activement participé à la formation supérieure de l'ASP, comprenant des études de terrain en association avec le département d'archéologie du Musée national des Philippines. Solheim a été nommé Conservateur honoraire de ce département du musée.
Solheim a donné la totalité de sa bibliothèque personnelle à l'ASP. Celle-ci comprend des livres, des revues, des bulletins et d'autres importantes publications en archéologie sur plus de cinquante ans de recherches archéologiques et préhistoriques aux Philippines, en Asie du Sud-Est et dans le Pacifique par Solheim et ses contemporains.

### Fondation Solheim
La Fondation Solheim a pour mission d'aider la recherche archéologique philippine, particulièrement dans la région d'El Nido (province de Palawan), où aucune recherche archéologique d'ampleur n'avait encore été entreprise.

## Publications (liste partielle)
Une bibliographie plus complète est disponible sur le site du Département d'anthropologie de l'Université d'Hawaï à Mānoa.
- (en) Casino, Eric S., George R. Ellis, Wilhelm G. Solheim II, Father Gabriel Casal and Regalado Trota Jose, People and Art of the Philippines, Museum of Cultural History, University of California, Los Angeles, 1962.
- (en) Solheim, Wilhelm G. Archaeology of central Philippines : a study chiefly of the Iron Age and its relationships, Manila : National Science Development Board, National Institute of Science and Technology, 1964.
- (en) Solheim, Wilhelm G. (editor). Anthropology at the Eighth Pacific Science Congress of the Pacific Science Association and the Fourth Far Eastern Pre-history Congress, Quezon City, Philippines, 1953, Honolulu, Social Science Research Institute, University of Hawaii, 1968.
- (en) Solheim, Wilhelm G. Archaeological survey to investigate Southeast Asian prehistoric presence in Ceylon, Colombo : Commissioner of Archaeology, Ceylon Dept. of Archaeology, 1972
- (en) Solheim, Wilhelm G., et al. Archaeological survey in southeastern Mindanao, Manila, Philippines : National Museum of the Philippines ; [Manoa] : University of Hawaii, 1979.
- (en) Solheim, Wilhelm G., et al., (eds). Pacific region 1990 : change and challenge, Washington, D.C. : Fulbright Association ; [Hawaii] : Hawaii Chapter, Fulbright Association, 1991
- (en) Solheim, Wilhelm G. Archaeology of central Philippines : a study chiefly of the Iron Age and its relationships, [Manila] : University of the Philippines, Archaeological Studies Program, 2002.
- (en) Solheim, Wilhelm G., (edited by Victor Paz). Southeast Asian archaeology : Wilhelm G. Solheim II festschrift, Diliman, Quezon City : University of the Philippines Press, 2004.  (ISBN 971-542-451-1)
- (en) Solheim, Wilhelm G. Archaeology and culture in Southeast Asia : unraveling the Nusantao, (revised edition), Diliman, Quezon City : University of the Philippines Press, 2006.  (ISBN 971-542-508-9)